# IFPI Norge
La IFPI Norge è il ramo norvegese dell'International Federation of the Phonographic Industry atto a rappresentare gli interessi dell'industria discografica nel paese.

## Certificazioni di vendita
A partire dal 1º gennaio 2018, la IFPI Norge certifica album e singoli attraverso i seguenti criteri:

### Dischi d'oro
- Album: 10 000
- Singoli: 30 000

### Dischi di platino
- Album: 20 000
- Singoli: 60 000

## Classifiche
La IFPI Norge si occupa inoltre di stilare le classifiche settimanali degli album e dei singoli più venduti nel Paese.